# Het Geisham Trio
Het Geisham Trio is een hoorspel van Philip Barker. De TROS zond het uit op woensdag 8 juni 1977, van 23:00 uur tot 23:55 uur. De muziek werd uitgevoerd door Nap de Klijn (viool), Jules de Jong (cello) & Co van der Heide Wijma (piano). Hans Karsenbarg was de vertaler, bewerker en regisseur.

## Rolbezetting
- Mariëlle Fiolet (Ann McIntyre)
- Eva Janssen (Janet Geisham)
- Wiesje Bouwmeester (Emily Geisham)
- Hans Veerman (Paul Hedges)
- Tonny Foletta (chauffeur)

## Inhoud
Centraal in het stuk staan drie vrouwen: de jonge Engelse conservatoriumleerlinge Ann McIntyre, die tijdens haar vakantie een bezoek brengt aan een tweetal ietwat excentrieke oude dames, de gezusters Janet en Emily Geisham die lang voor de Tweede Wereldoorlog samen met Anns tante Alaison een damesstrijkje vormden, dat onder de naam “Het Geisham Trio” lichte klassieke muziek speelde in theesalons en restaurants. Tijdens haar bezoek raakt Ann er steeds meer van overtuigd dat er heel griezelige dingen gebeurd moeten zijn met haar arme tante Alaison, die op raadselachtige manier van de aardbodem verdwenen is. Naarmate Ann de dames Geisham beter leert kennen, vallen haar steeds meer details op die haar een steeds scherper omlijnd beeld geven van de raadselachtige verdwijning van tante Alaison…